# جون مور (لاعب هوكي الجليد)
جون مور (بالإنجليزية: John Moore)‏ هو لاعب هوكي الجليد أمريكي، ولد في 19 نوفمبر 1990 في وينتكا في الولايات المتحدة.

## وصلات خارجية
- جون مور على موقع دوري الهوكي الوطني (الإنجليزية)
- جون مور على موقع EliteProspects.com (الإنجليزية)
- جون مور على موقع HockeyDB.com (الإنجليزية)
- جون مور على موقع Hockey-Reference.com (الإنجليزية)